# Ткаченко Іван Андрійович (гірничий інженер)
Іван Андрійович Ткаченко (27 листопада 1905, село Знаменка, тепер Слов'янського району Донецької області — 14 лютого 1964, місто Донецьк) — радянський діяч, гірничий інженер, заступник голови Луганського раднаргоспу, начальник вугільного комбінату «Донбасантрацит» (1956—1961). Герой Соціалістичної Праці (26.04.1957).

## Біографія
Народився в родині робітника. Трудову діяльність розпочав у 1921 році учнем телеграфіста на Донецькій залізниці.
Після служби в Червоній армії, з 1928 року працював на шахті «Чорноморка» в місті Лисичанську наваловідбійником, одночасно навчався на робітничому факультеті.
Член ВКП(б) з 1932 року.
У 1935 році закінчив Донецький індустріальний інститут, отримав спеціальність гірничого інженера із підземної розробки вугільних родовищ.
У 1935—1937 роках — начальник дільниці шахти «Чорноморка» Донецької області. У 1937—1939 роках — головний інженер шахти № 22 тресту «Сніжнянантрацит» Донецької області.
У 1939—1941 роках — керуючий тресту «Сніжнянантрацит» Сталінської області.
Під час німецько-радянської війни евакуйований на схід. У 1941—1943 роках працював в Іркутській області головним інженером тресту «Черемховвугілля».
У березні 1943 року повернувся до Ворошиловграда, брав участь у відновленні шахт у Ворошиловградській області, потім в Сніжному та Макіївці Сталінської області.
У 1950—1951 роках — начальник виробничого відділу комбінату «Ворошиловградвугілля».
У 1951—1956 роках — керуючий вугільного тресту «Первомайськвугілля».
У 1956—1960 роках — начальник комбінату «Донбасантрацит» міста Красний Луч Ворошиловградської (Луганської) області.
Указом Президії Верховної Ради СРСР від 26 квітня 1957 року за видатні успіхи в справі збільшення видобутку вугілля Івану Андрійовичу Ткаченку присвоєно звання Героя Соціалістичної Праці з врученням ордена Леніна і золотої медалі «Серп і молот».
У жовтні 1960 — грудні 1962 року — 1-й заступник голови Ради народного господарства (раднаргоспу) Луганського економічного адміністративного району.
У 1963 — 14 лютого 1964 року — голова планової комісії Донецько-Придніпровського економічного району.

## Нагороди
- Герой Соціалістичної Праці (26.04.1957)
- два ордени Леніна (26.04.1957)
- орден Трудового Червоного Прапора
- орден «Знак Пошани»
- медалі
- кавалер почесного звання «Шахтарська Слава» трьох ступенів